# 68-as főút
68-as főút (ungarisch für ‚Hauptstraße 68‘) ist eine ungarische Hauptstraße (zugleich Europastraße 661). Sie trennt sich knapp nördlich der Grenze zwischen Kroatien und Ungarn in Barcs von der die Grenze überschreitenden 6-os főút, führt in nördlicher Richtung über Görgeteg nach Lábod, knickt dort nach Westen ab und erreicht Nagyatád. Dort wendet sie sich wieder nach Norden, kreuzt in Böhönye die 61-es főút und führt weiter über Marcali (deutsch Martzal) und über die Autobahn Autópálya M7 zur 7-es főút bei Balatonberény, an der sie endet.
Die Gesamtlänge der Straße beträgt 95 Kilometer.